# Şəkili (Göyçay)
Şəkili è un comune dell'Azerbaigian situato nel distretto di Göyçay.